# František Paďour
František Paďour (* 19. Januar 1988 in Dobříš) ist ein ehemaliger tschechischer Radrennfahrer.

## Sportlicher Werdegang
Paďour wurde 2006 im slowakischen Bratislava tschechischer Juniorenmeister im Straßenrennen und gewann die Bergwertung des Course de la Paix der Junioren. In seiner ersten Saison im Erwachsenenbereich wurde er nationaler Vizemeister im Straßenrennen der U23-Klasse hinter Jakub Danačík. Im Jahr 2012 gewann er die Gesamtwertung der Czech Cycling Tour und erzielte damit seinen größten Karriereerfolg. 
Zur Saison 2014 erhielt Paďour einen Vertrag beim Team NetApp-Endura. Bei der Tour of Qinghai Lake, einem Etappenrennen der hors categorie, wurde er 2014 Gesamtvierter. Bereits nach einer Saison wechselte er zum Team Androni Giocattoli-Sidermec, für das er jedoch ohne nennenswerte Ergebnisse blieb.
Nach der Saison 2015 beendete Paďour im Alter von 27 Jahren seine Karriere als Radrennfahrer.

## Erfolge
2006
- Bergwertung Course de la Paix (Junioren)
- Tschechischer Meister – Straßenrennen (Junioren)

2012
- Gesamtwertung und Mannschaftszeitfahren Czech Cycling Tour